# Fladså
Fladså é um município da Dinamarca, localizado na região sul, no condado de Storstrom.
O município tem uma área de 133 km² e uma população de 7 553 habitantes, segundo o censo de 2004.